# Christine Reeh
Christine Reeh-Peters  (* 22. März 1974 in Frankfurt am Main als Christine Reeh) ist eine deutsche Filmregisseurin, Filmphilosophin und Professorin.

## Leben
Reeh-Peters ist seit WS 2019/20 Juniorprofessorin für „Theorie und Praxis künstlerischer Forschung in digitalen Medien“ an der Filmuniversität Babelsberg Konrad Wolf in Potsdam. Sie ist auch assoziiertes Mitglied am Centro de Filosofia der FLUL – Faculdade de Letras, der geisteswissenschaftlichen Fakultät der Universität Lissabon. Forschungsschwerpunkte sind die Verbindung von Film und Philosophie – insbesondere beim spekulativen Realismus und Materialismus, dem Werk Gilles Deleuzes, der Philosophie Martin Heideggers sowie der klassischen Filmtheorie.
Sie erlangte ein Diplom in Filmregie (Kinofilm) an der Escola Superior de Teatro e Cinema (ESTC) in Lissabon (2002), es folgten ein M.A. (2007) und eine Promotion (2017) in Ästhetik / Kunstphilosophie, erneut an der FLUL in Lissabon. Die Dissertationsschrift The solaristic system entwirft eine Ontologie des Films, gründend auf Martin Heidegger und Andrei Tarkovskij.
Reeh-Peters unterrichtete an der Peter Behrens School of Arts in Düsseldorf und an der Staatlichen Hochschule für Gestaltung in Karlsruhe.
Christine Reeh-Peters ist Mitbegründerin der Filmproduktionsfirma C.R.I.M. Produçőes mit Sitz in Lissabon.
Als Filmemacherin experimentiert sie mit den Grenzen von Realität und Fiktion. Ihre Filme vermitteln einen traumhaften Charakter der Wirklichkeit und hinterfragen soziale und kulturelle Gewohnheiten sowie gängige filmische Formate. Sie ist Autorin und Regisseurin mehrerer Dokumentarfilme sowie Filmproduzentin.